# شحور
شحور (به عربی: شحور) یک منطقهٔ مسکونی در لبنان است که در شهرستان صور واقع شده‌است.
 شحور ۷٫۸ کیلومتر مربع مساحت و ۱٬۳۷۵ نفر جمعیت دارد و ۳۲۰ متر بالاتر از سطح دریا واقع شده‌است.